# تصوير ضوئي طبي

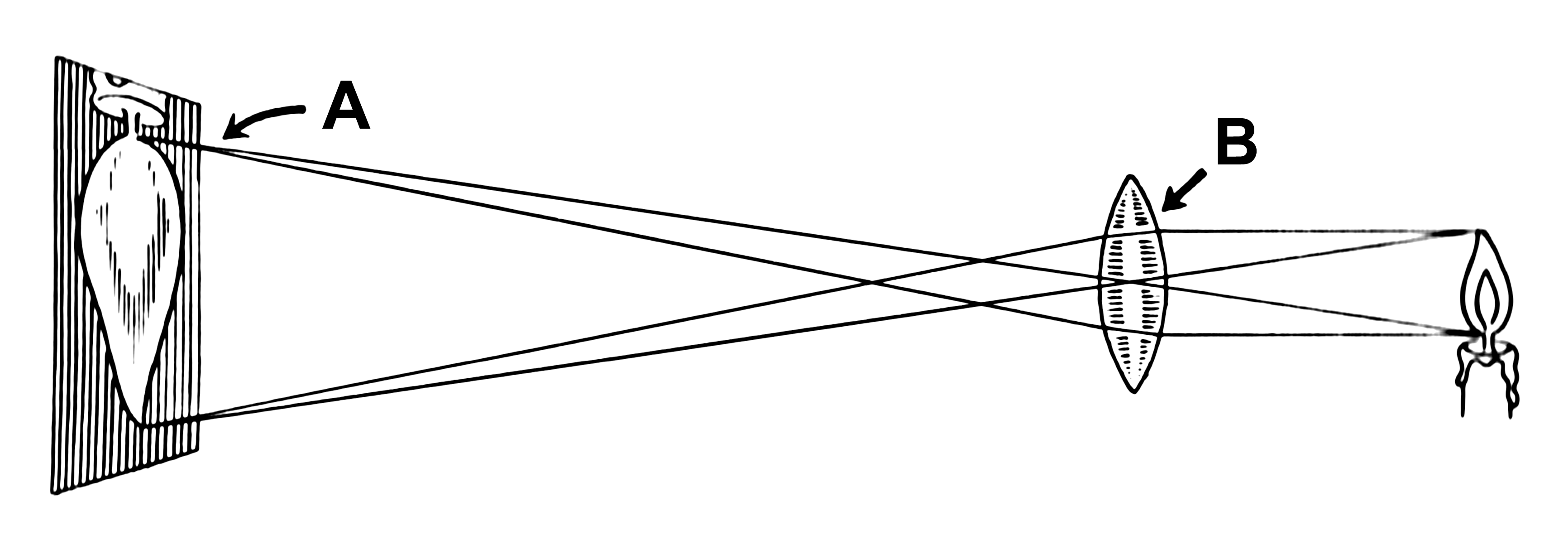
صورة لجسم ما من خلال عدسة.

التصوير الضوئي الطبي هو استخدام الضوء كتقنية تصوير استقصائية للتطبيقات الطبية، والرائد في هذا المجال الكيميائي الفيزيائي الأمريكي بريتون تشانس. تشمل الأمثلة المجهر الضوئي، والتحليل الطيفي، والتنظير الداخلي، وفحص قاع العين بالليزر الماسح، وتصوير دوبلر بالليزر، والتصوير المقطعي البصري. نظرًا لأن الضوء عبارة عن موجة كهرومغناطيسية، تحدث ظواهر مماثلة في الأشعة السينية، والموجات الدقيقة، والموجات الراديوية .
يمكن تقسيم أنظمة التصوير الضوئي إلى أنظمة تصوير انتشارية  وأنظمة تصوير باليستية. طُوّر بونر وآخرون نموذجاً لهجرة الفوتونات في الوسائط البيولوجية العكرة. ويمكن تطبيق مثل هذا النموذج لتفسير البيانات التي تم الحصول عليها من أجهزة مراقبة تدفق الدم باستخدام ليزر دوبلر ولتصميم بروتوكولات للإثارة العلاجية للكروموفورات في الأنسجة.

## التصوير البصري الانتشاري
التصوير البصري الانتشاري ( DOI ) هو طريقة تصوير تستخدم التحليل الطيفي للأشعة تحت الحمراء القريبة (NIRS)  أو الأساليب القائمة على الفلورسنت. يُشار إلى التصوير البصري الانتشاري باسم التصوير المقطعي البصري المنتشر عند استخدامه لإنشاء نماذج حجمية ثلاثية الأبعاد للمواد المصورة، في حين تصنّف طرق التصوير ثنائية الأبعاد على أنها تضاريس بصرية منتشرة .
تتمتع هذه التقنية بالعديد من التطبيقات في مجال علم الأعصاب، والطب الرياضي، ومراقبة الجروح، واكتشاف السرطان. عادةً ما تقوم تقنيات DOI بمراقبة التغيرات في تركيزات الهيموجلوبين المؤكسج وغير المؤكسج وقد تقيس أيضًا حالات الأكسدة والاختزال في السيتوكرومات. قد يشار إلى هذه التقنية أيضًا باسم التصوير المقطعي البصري المنتشر (DOT)، أو التصوير المقطعي البصري القريب من الأشعة تحت الحمراء (NIROT)، أو التصوير المقطعي البصري المنتشر الفلوري (FDOT)، اعتمادًا على الاستخدام.
في علم الأعصاب، قد تُصنّف القياسات الوظيفية التي تُجرى باستخدام أطوال موجات الأشعة تحت الحمراء القريبة، وتقنيات التصوير البصري الانتشاري، على أنها مطيافية الأشعة تحت الحمراء القريبة الوظيفية (fNIRS).

## التصوير البصري الباليستي
الفوتونات الباليستية هي فوتونات الضوء التي تنتقل عبر وسط مبعثر (عكر) في خط مستقيم. وتعرف هذه التقنية أيضًا باسم الضوء الباليستي. إذا أرسلت نبضات الليزر عبر وسط عكر مثل الضباب أو أنسجة الجسم، فإن معظم الفوتونات إما أن تنتشر بشكل عشوائي أو يتم امتصاصها. ومع ذلك، تمر بضعة فوتونات عبر الوسط المبعثر في خطوط مستقيمة عبر مسافات قصيرة. وتُسمى هذه الفوتونات المتماسكة بالفوتونات الباليستية. تُسمى الفوتونات قليلة الانتشار لكن بدرجة معينة من التماسك بالفوتونات الثعبانية.
إذا اكتُشفت بكفاءة، فإنه يمكن استخدام الفوتونات البالستية في العديد من التطبيقات خاصة في أنظمة التصوير الطبي المتماسكة عالية الدقة. تُعد الماسحات الضوئية الباليستية (التي تستخدم بوابات زمنية فائقة السرعة) والتصوير المقطعي البصري (OCT) (باستخدام مبدأ التداخل ) مثالين على أنظمة التصوير الشائعة التي تعتمد على اكتشاف الفوتونات الباليستية لإنشاء صور محدودة بالحيود. من مزايا استخدام التصوير البصري الباليستي أنه يمكن أن يحقق دقة أعلى في حدود 1 إلى 10 ميكرومتر مقارنةً بوسائل التصوير الأخرى الموجودة (مثل الموجات فوق الصوتية والتصوير بالرنين المغناطيسي )، إلا أنه يتمتع بعمق تصوير محدود. علاوة على ذلك، غالبًا ما يتم قياس المزيد من الفوتونات "شبه الباليستية" المنتشرة أيضًا لزيادة "قوة" الإشارة (أي نسبة الإشارة إلى الضوضاء ).
بسبب الانخفاض الأسّي (بالنسبة للمسافة) للفوتونات الباليستية في وسط التشتت، غالبًا ما يتم تطبيق تقنيات معالجة الصور على الصور الباليستية الخام الملتقطة، لإعادة بناء صور عالية الجودة. تهدف طرق التصوير الباليستي إلى تنحية الفوتونات غير الباليستية والاحتفاظ بالفوتونات الباليستية التي تحمل معلومات مفيدة. لأداء هذه المهمة، تُستخدم خصائص محددة للفوتونات الباليستية مقابل الفوتونات غير الباليستية، مثل وقت الرحلة من خلال التصوير المترابط، والتوجيه، وانتشار الموجة الأمامية، والاستقطاب.

## روابط خارجية
- مجموعة البصريات الطبية في ICFO، برشلونة، إسبانيا
- فهم التصوير بالأشعة تحت الحمراء القريبة – مصدر لفهم فوائد التصوير بالأشعة تحت الحمراء القريبة بشكل أفضل.
- مختبر البصريات المنتشرة في جامعة بنسلفانيا، فيلادلفيا
- التصوير البصري الانتشاري في مستشفى ماساتشوستس العام، بوسطن
- مجموعة التصوير الطبي الحيوي في دارتموث
- مختبر DOS/I في معهد بيكمان لليزر ، جامعة كاليفورنيا، إيرفين
- مقالة مراجعة في هذا المجال بقلم AP Gibson et al.
- مقال عن التصوير الضوئي للثدي
- ملاحظات محاضرات دورة مبادئ التصوير البصري ECE 460 في إلينوي
- شركة MRRA Inc. أنظمة الأشعة تحت الحمراء القريبة fNIRS